# Yukihiro Yamase
Yukihiro Yamase (jap. 山瀬 幸宏 Yamase Yukihiro; ur. 22 kwietnia 1984) – japoński piłkarz występujący na pozycji pomocnika.

## Kariera klubowa
Od 2003 do 2013 roku występował w klubach Yokohama F. Marinos, Sagan Tosu i Kataller Toyama.